# 加瀨同學系列
《加瀨同學系列》是日本漫畫家高嶋博美起先以《牽牛花與加瀨同學。》（日语：あさがおと加瀬さん。）為開端的系列漫畫統稱。

## 作品介紹
2010年8月開始在新書館刊行的百合漫畫集《Hirari、（ひらり）》上連載，後來在2014年7月因該刊物休刊，經過漫畫網站「FLASH WINGS」之後，轉移到《Wings》繼續連載。
2017年3月23日，於影音分享網站YouTube先行公開《牽牛花與加瀨同學。》的官方動畫宣傳短片，同年5月7日以《妳的光芒（キミノヒカリ）》作為另一部動畫短片的標題播出，該短片後來收錄在同年7月25日發行的單行本《圍裙與加瀨同學。》特裝版當中。
2017年10月宣布新作動畫以OVA形式在劇院上映，2018年6月9日在日本公開。

## 故事簡介
主角山田結衣是位個性內向、喜歡植物的高中2年級學生，班上的園藝股長。
在山田她隔壁班的加瀨同學是田徑隊的王牌及校內風雲人物。
某一天，山田與加瀨她們2人因山田種的牽牛花而相識，並成為好朋友，而后逐渐开始交往，由此展開的兩人間的百合戀愛故事。

## 登場人物
以下角色的聲優均為OVA版聲優。
山田結衣（聲：高橋未奈美）
高中二年級學生，性格內向，生日為9月16日。對綠化很感興趣，同時也是學校的綠化委員，在放學後以及休息時都在花壇除草。
除了家人以外別人都以「山田」來稱呼她。
唱歌與運動都不擅長。
加瀨友香（聲：佐倉綾音）
與山田結衣同校的高二學生，生日為5月1日，星座為金牛座。
學校田徑部的王牌人物，本人在學校十分受女生們的歡迎。
三河（聲：木戶衣吹）
山田結衣的好友，山田稱呼她為“三河親”（三河っち），對山田和加瀨的關係十分感興趣。
井上茜（声：壽美菜子）
高三學生，隸屬于田徑部，由於三河的言語而誤認為是加瀨的前女友。
深見
加瀨的大學同學。室友。
相川真央
加瀨的大學同學。
吉村華
山田的大學同學。

## 出版書籍
每冊的書名不是以第○冊表示，而是用《○○與加瀨同學。（○○と加瀬さん。）》表示。
| 冊數 | 日文標題 | 中文標題           | 新書馆         | 新書馆                                   | 東立出版社     | 東立出版社             |
| 冊數 | 日文標題 | 中文標題           | 發售日期       | ISBN                                     | 發售日期       | ISBN                   |
| ---- | -------- | ------------------ | -------------- | ---------------------------------------- | -------------- | ---------------------- |
| 1    |          | 牽牛花與加瀨同學   | 2012年7月28日  | ISBN 978-4-4036-7121-0                   | 2013年12月2日  | ISBN 978-986-337-479-4 |
| 2    |          | 便當與加瀨同學     | 2014年7月30日  | ISBN 978-4-4036-7158-6                   | 2016年12月27日 | ISBN 978-986-470-854-3 |
| 3    |          | 草莓蛋糕與加瀨同學 | 2015年9月25日  | ISBN 978-4-4036-7173-9                   | 2017年1月5日   | ISBN 978-986-470-855-0 |
| 4    |          | 圍裙與加瀨同學     | 2017年7月25日  | ISBN 978-4-4036-7176-0 EAN 4560219324343 | 2018年8月20日  | ISBN 978-957-26-1087-9 |
| 5    |          | 櫻花與加瀨同學     | 2018年5月19日  | ISBN 978-4-4036-7178-4                   | 2019年1月18日  | ISBN 978-957-26-2175-2 |
| 6    |          | 山田與加瀨同學①    | 2019年7月25日  | ISBN 978-4-4036-7181-4                   | 2021年1月7日   | ISBN 978-957-26-4608-3 |
| 7    |          | 山田與加瀨同學②    | 2020年11月25日 | ISBN 978-4-403-67182-1                   | 2022年8月4日   | ISBN 978-957-26-4609-0 |
| 8    |          | 山田與加瀨同學③    | 2022年6月27日  | ISBN 978-4-403-67187-6                   |                |                        |

## 動畫

### 動畫短片
製作團隊
- 原作：高博美「牽牛花與加瀨同學。」（新書館）
- 導演、分鏡、演出：佐藤卓哉
- 人物設定、作畫監督：井久太
- 道具設定：鄉津春奈
- 色彩設計：岩井田洋
- 美術監督：平間由香
- 美術設定：松本浩樹
- 攝影監督：口羽毅
- 剪輯：後藤正浩
- 製作人：寺田悠輔
- 執行製作：新宅潔
- 動畫製作：ZEXCS

（上面出自《小冊子 2017，第34–35頁 2017, pp. 34–35的內容。）
主題曲
- （album ver.）
演唱：奧華子（Pony Canyon）

### OVA

#### 製作團隊
- 原作：高博美「牽牛花與加瀨同學。」（新書館）[5]
- 導演、劇本、音響監督：佐藤卓哉[5]
- 助理導演、劇本協力－鈴木祐哉
- 分鏡：長屋誠志郎、佐山聖子、佐藤卓哉
- 演出：長屋誠志郎、新田靖成、佐藤卓哉
- 人物設定、總作畫監督：坂井久太[5]
- 道具設定：濱田悠示、鄉津春奈
- 概念基礎：平間由香、池田祐二
- 作畫監督：新田靖成、渋谷秀、佐藤浩一、須藤智子
- 色彩設計：岩井田洋[5]
- 美術監督：橋本和幸[5]
- 美術設計：緒川
- 攝影監督：口羽毅[5]
- 剪輯：後藤正浩[5]
- 音樂：rionos（日语：rionos）[5]
- 音樂製作人－中村伸一
- 製作人：寺田悠輔、熊谷文明、相島豪太、工藤雅世、新宅潔
- 動畫製作人：新宅潔
- 動畫製作：ZEXCS[5]
- 分發：Pony Canyon[5]
- 製作：「牽牛花與加瀨同學。」製作委員會

#### 主題曲
「明日への扉」
作詞、作曲－ai／編曲－谷口尚久／主唱－山田結衣（高橋未奈美）、加瀨友香（佐倉綾音）

## 腳註

## 外部連結
- Web Magazine Wings 加瀨同學系列（页面存档备份，存于） （日語）
- 「牽牛花與加瀨同學。」動畫官方網站（页面存档备份，存于） （日語）
- 「牽牛花與加瀨同學。」動畫官方的X（前Twitter） （日語）